# Porta Mazzara
Porta Mazzara fu una porta delle mura di Palermo ubicata nel sud ovest del quartiere della Albergheria.

## Storia
Fu aperta nel XIII secolo e ristrutturata nel 1326 da Federico di Aragona. Nel seicento fu inglobata nel bastione di Pescara e divenne inutile per il transito. Come alternativa, fu costruita Porta Montalto qualche metro accanto, rivolta verso sud. Demolito il bastione nel 1885, la porta venne nuovamente riportata alla luce.
Fu costruita a tre fornici: uno grande in mezzo, e due più piccoli ai lati. Al fronte sono visibile i tre stemmi del Regno di Sicilia, della città di Palermo e della famiglia di Incisa. Sopra gli archi si trovano ancora i resti di un camminamento.